# Duncan I
Donnchad mac Crínáin, Duncan, (1001- 15 augustus 1040) was koning van Schotland.
In tegenstelling tot Shakespeares Macbeth was de historische Duncan een jonge koning. Hij volgde zijn grootvader, Malcolm II, na diens overlijden op 25 november 1034, zonder enig tegenstand op. Hij was wellicht Malcolms erkende opvolger, hierbij het Tanist-stelsel schendend.
Volgens John van Fordun was Duncan koning van Strathclyde geweest voor zijn opvolging van de Schotse troon.
Verder beweert hij dat Duncan met Suthen, zus van Siward van Northumbria, was getrouwd. Dit is echter omstreden, moderne theorieën gaan uit van Sybil - een nicht van Siward. Het is wel zeker dat Duncan twee zoons had: Malcolm en Donald, die beiden koning werden (Malcolm 1058-1093 en Donald 1093-1094 en 1094-1097).
Het begin van Duncans regeerperiode was waarschijnlijk erg rustig, er waren geen oorlogen of andere gewapende conflicten. Macbeth wordt 'dux' genoemd, wat betekent dat hij de macht achter de troon was. In 1039 voerde Duncan een Schots leger aan om Durham te belegeren, maar hij faalde. Honderden Schotten stierven. Duncan overleefde, maar het volgende jaar viel hij Moray binnen, Macbeths domein. Daar, bij Pitgaveny bij Elgin, werd hij gedood door zijn eigen troepen onder leiding van Macbeth. Hij is begraven in de abdij van Iona.
Duncan was de zoon van Crínan van Dunkeld en Bethóc, erfdochter van Malcolm II van Schotland. Crínan was voogd van Dunkeld en Dule, steward van de Western Isles, mormaer van Atholl. Hij is in 1045 gesneuveld in de verdediging van de belangen van zijn kleinzoon, tegen Macbeth. Bethóc was mogelijk in eerdere huwelijken getrouwd met Sigurd van Orkney en/of Findleach van Moireabh.
- Gemeinsame Normdatei: 1023271796
- Virtual International Authority File: 306356488